# Monroe City, Indiana
Monroe City är en kommun (town) i Knox County i Indiana. Vid 2020 års folkräkning hade Monroe City 502 invånare.